# Pyrénées-Orientales
Les Pyrénées-Orientales (/pi.ʁe.ne.z‿ɔʁ.jɑ̃.tal/) sont un département français situé au sud de la région Occitanie. Sa limite méridionale correspond à la frontière avec l'Espagne (province de Gérone, Catalogne). Son territoire correspond à l'ancienne province du Roussillon agrandie du pays du Fenouillèdes (pays de tradition languedocienne). Sa préfecture est Perpignan. Les autres pays traditionnels du département sont la plaine du Roussillon, la Haute-Cerdagne, le Conflent, le Vallespir, les Aspres, les Albères, la Salanque et le Capcir (pays de tradition catalane).
L'Insee et La Poste lui attribuent le code 66. Il n'y a pas de terme officiel pour désigner les habitants des Pyrénées-Orientales, couramment appelés Catalans, Catalanes ou Roussillonnais, Roussillonnaises, bien que ces termes puissent prêter à confusion avec les habitants de la Catalogne et ceux du seul Roussillon. Les Pyrénées-Orientales font à la fois partie du Grand Sud-Ouest français et du Grand Sud-Est français.

## Géographie

### Localisation
Le département des Pyrénées-Orientales fait partie de la région Occitanie. Ses frontières sont constituées de la mer Méditerranée à l'est, l'Espagne (Catalogne, province de Gérone) au sud, du département de l'Aude au nord, de l'Andorre et du département de l'Ariège à l'ouest.
Il fait partie des rares départements français (avec l’Hérault, le Var, les Alpes-Maritimes, les Pyrénées-Atlantiques, l'Aude et la Corse) qui permettent à leurs habitants et aux touristes de profiter à la fois de la montagne et de la mer.
Points extrêmes du département des Pyrénées-Orientales :
- Nord : Opoul-Périllos (Òpol i Perellós)
- Sud : Lamanère (la Menera)
- Est : Cerbère (Cervera de la Marenda)
- Ouest : Porta (Porta)

C'est sur le territoire de la commune de Finestret que se trouve le centre géographique des Pyrénées-Orientales, à proximité du Puig des Feixes (42° 36′ N, 2° 31,2′ E).
Population
- Commune la plus peuplée : Perpignan (120 996 habitants en 2022)
- Commune la moins peuplée : Glorianes (16 habitants en 2022)

Superficie
- Commune la plus étendue : Prats-de-Mollo-la-Preste (14 509 hectares)
- Commune la moins étendue : Mont-Louis (39 hectares)

### Géologie et relief

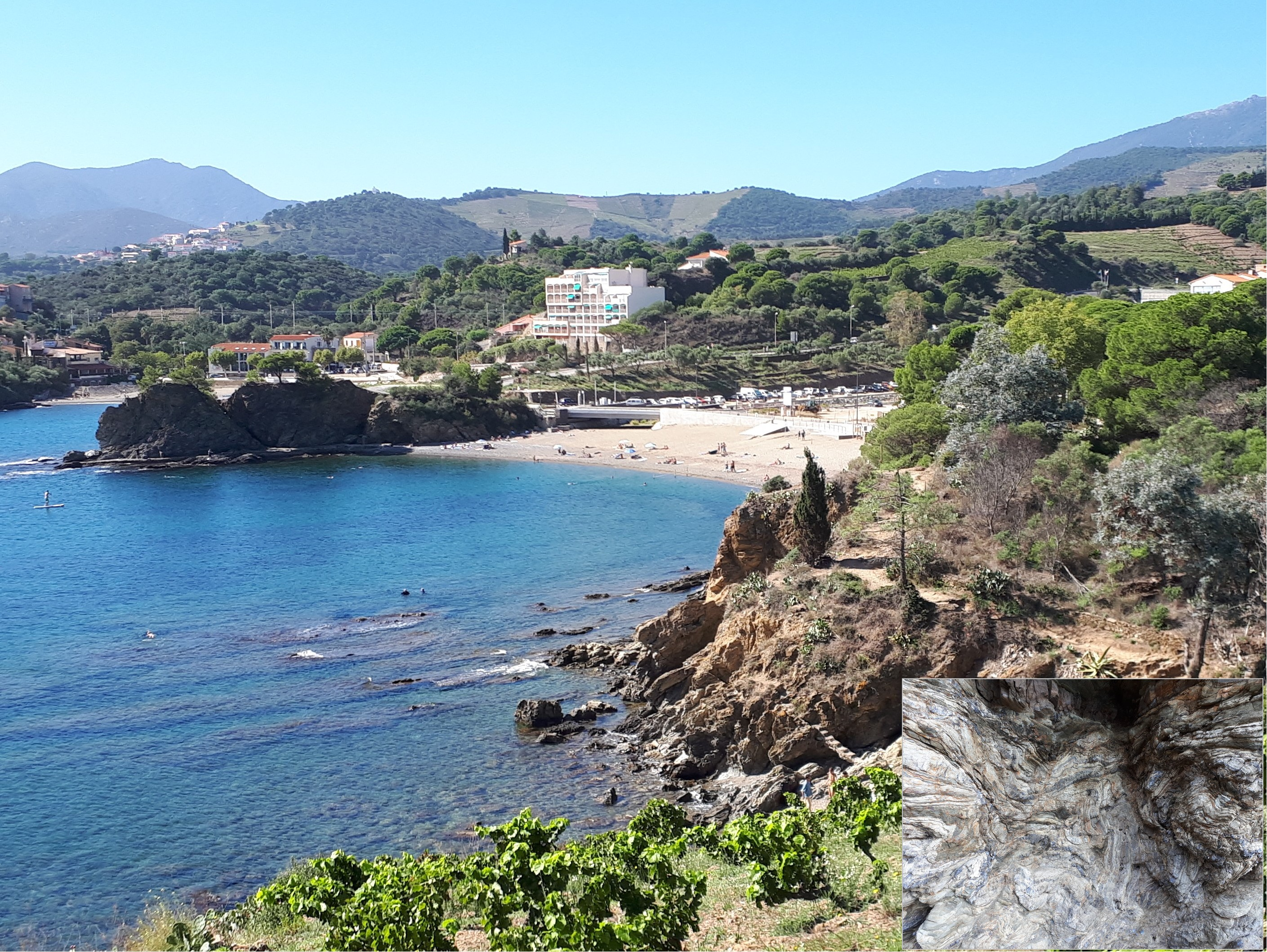
La plage de Sana, Banyuls-sur-Mer. En médaillon : affleurement de formations paléozoïques déformées, à côté de la plage.

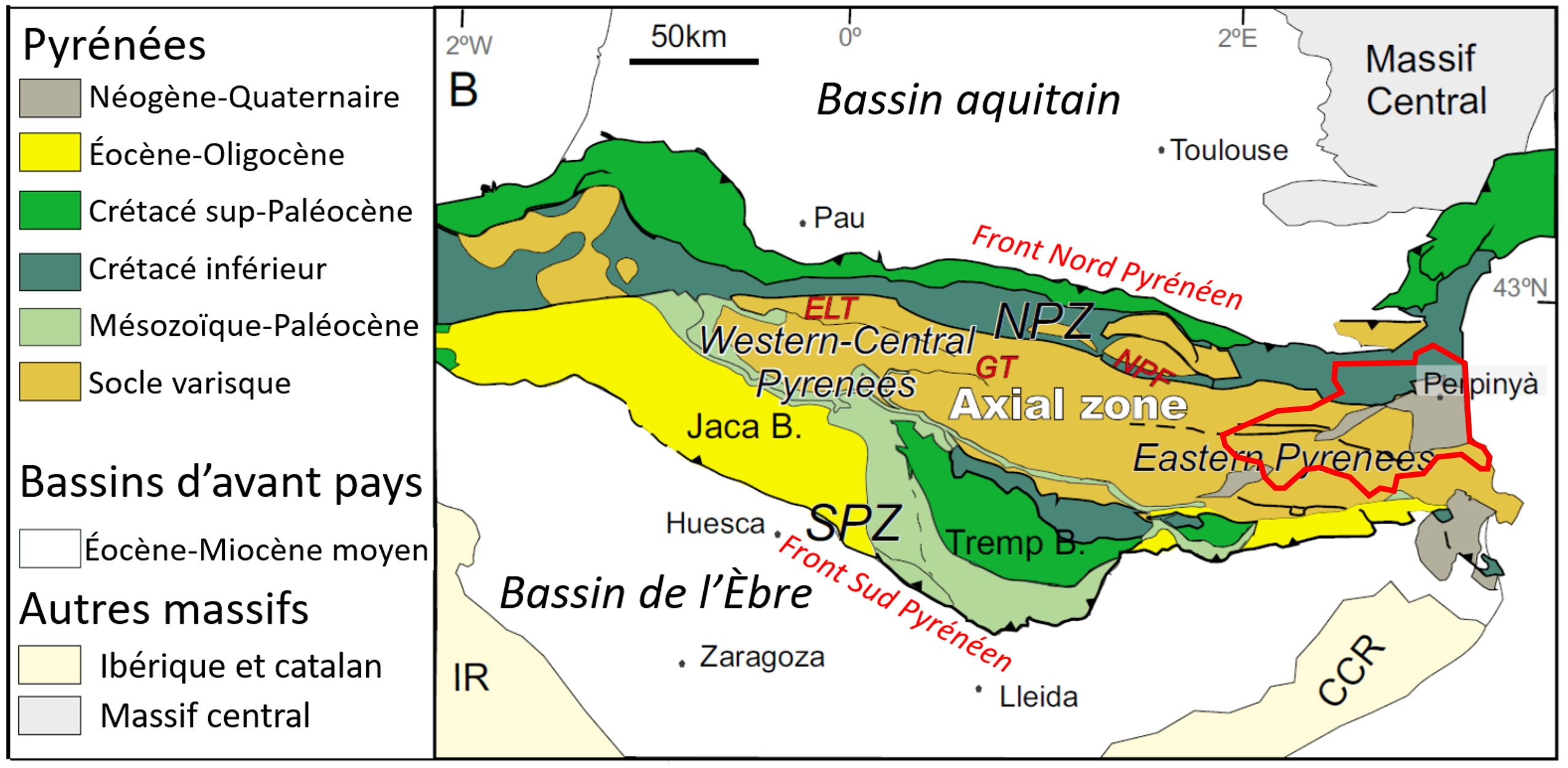
Carte géologique simplifiée des Pyrénées. En rouge : les Pyrénées-Orientales

La majeure partie du département est située à l'extrémité orientale de la chaîne des Pyrénées,.
Immédiatement à l'est de cette chaîne se trouvent la plaine du Roussillon et le littoral du Roussillon, qui sont également situés dans le département.
Les montagnes pyrénéennes se sont formées lorsque la plaque tectonique ibérique a convergé avec la plaque tectonique eurasienne au cours d'une période s'étendant d'environ 100 à 30 millions d'années,
.
Mais la plupart des formations géologiques de la partie montagneuse du département (la partie située dans la zone axiale des Pyrénées, y compris les massifs du Puigmal, du Canigou et des Albères) datent de périodes beaucoup plus anciennes, de 600 à 300 millions d'années environ (Néoprotérozoïque au Carbonifère). Ces formations ont été intensément déformées et métamorphosées pendant l'orogenèse hercynienne (ou varisque), qui a atteint son apogée il y a environ 300 millions d'années.

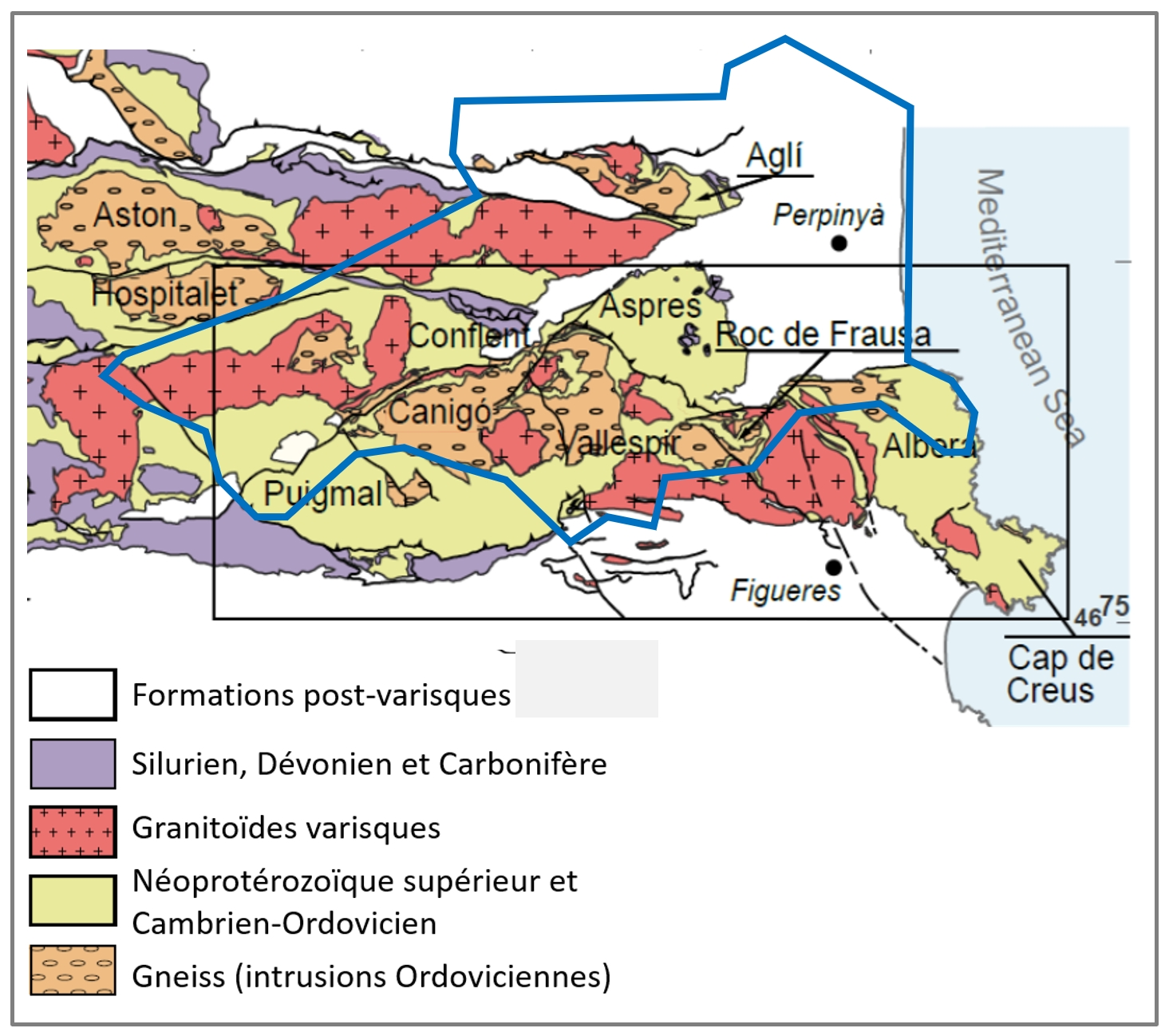
Les Pyrénées-Orientales (en bleu) sur une carte de la zone axiale des Pyrénées.}

Dans les Fenouillèdes et d'autres zones de la partie nord du département, on trouve des formations géologiques datant d'environ 200 à 100 millions d'années.
Lorsqu'à partir de 30 millions d'années environ, une période d'extension et de subsidence tectonique s'est installée, la plaine du Roussillon et le golfe du Lion se sont formés. Un processus similaire à l'intérieur des Pyrénées orientales a conduit à la formation de bassins géologiques en Conflent, Cerdagne et Capcir.
Le relief de nombreuses parties du département a été profondément modifié à la suite de conditions climatiques très froides au cours des 2 millions d'années les plus récentes. On observe une érosion par les glaciers notable, par exemple dans les vallées du Carol (Cerdagne) et de la haute Têt.

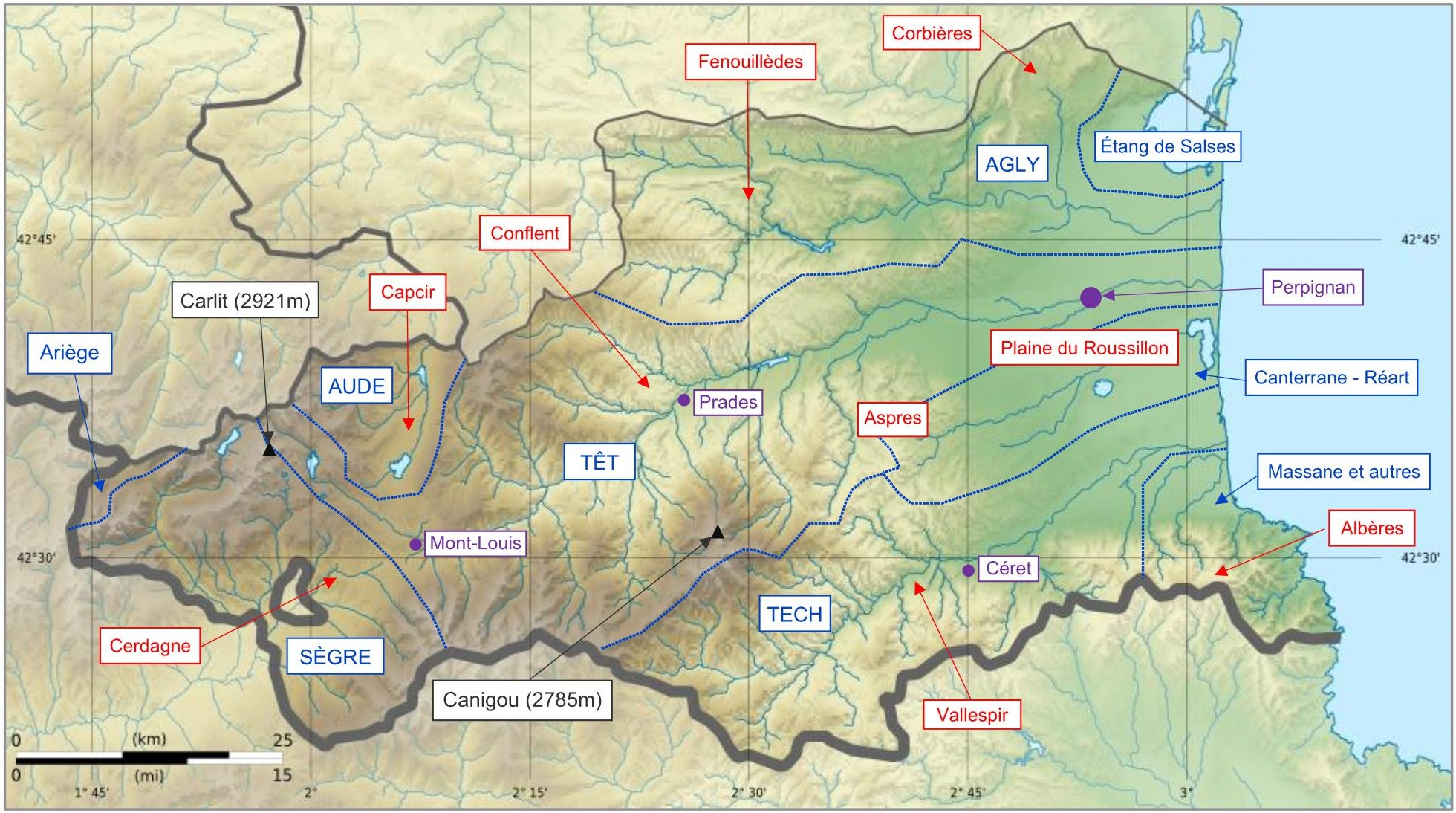
Carte topographique du département et de ses principaux bassins versants (en bleu).

Le point culminant est le pic Carlit (2 921 m), mais la montagne la plus connue reste le pic du Canigou.

Paysages des Pyrénées-Orientales :
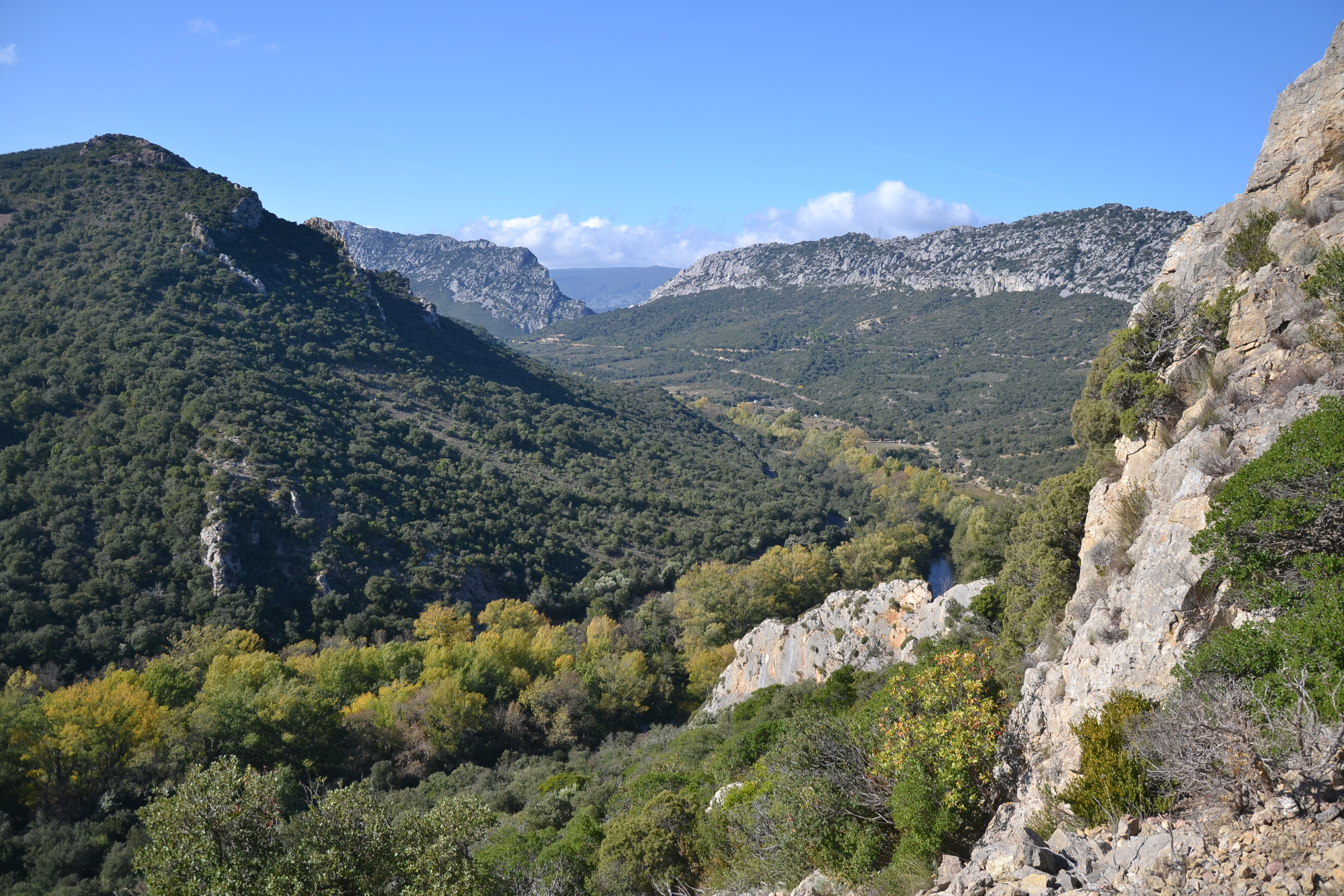
La vallée de l'Agly à Saint-Arnac, dans le nord.
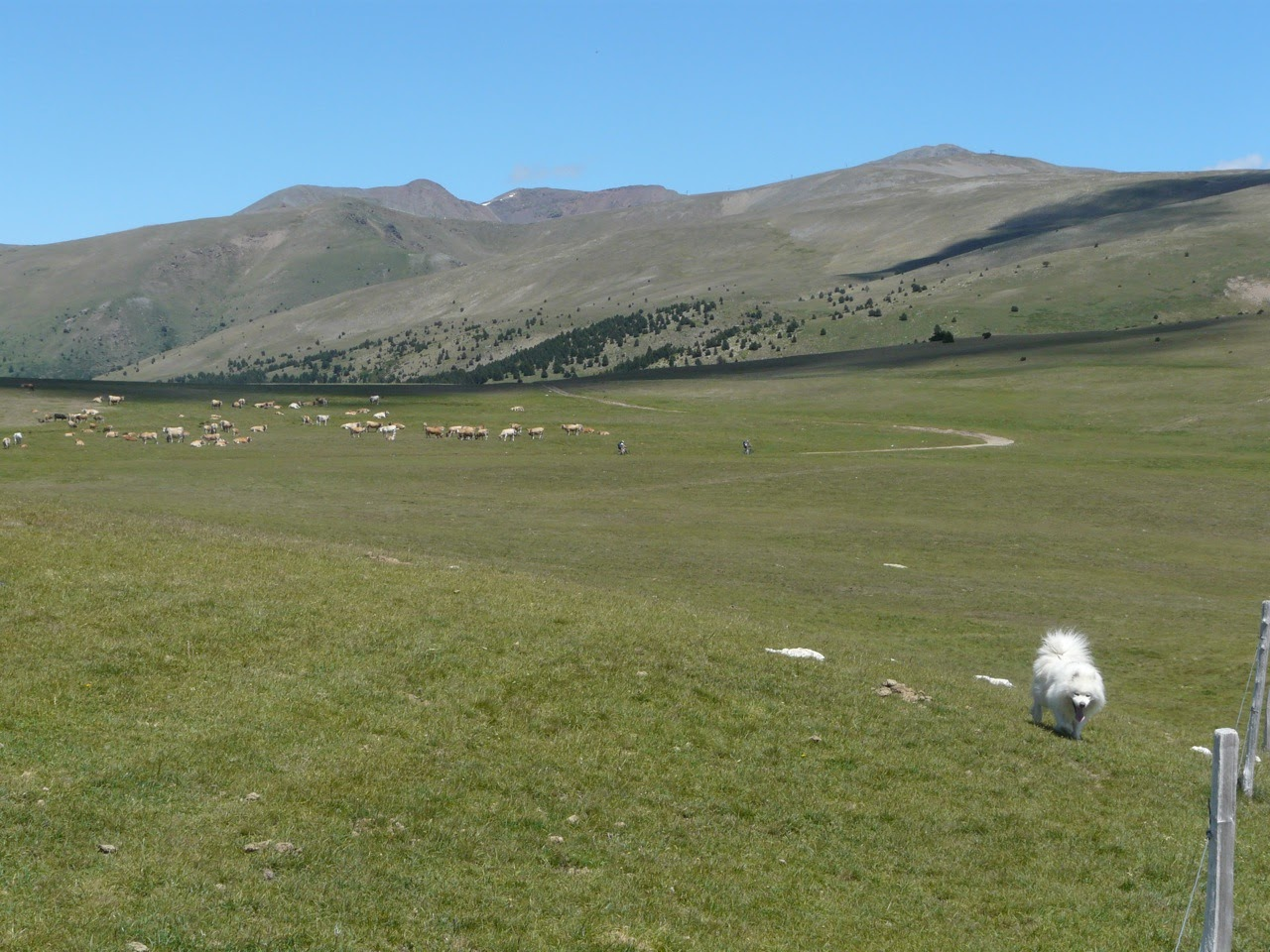
Le Puigmal, à la frontière avec l'Espagne, dans le sud.
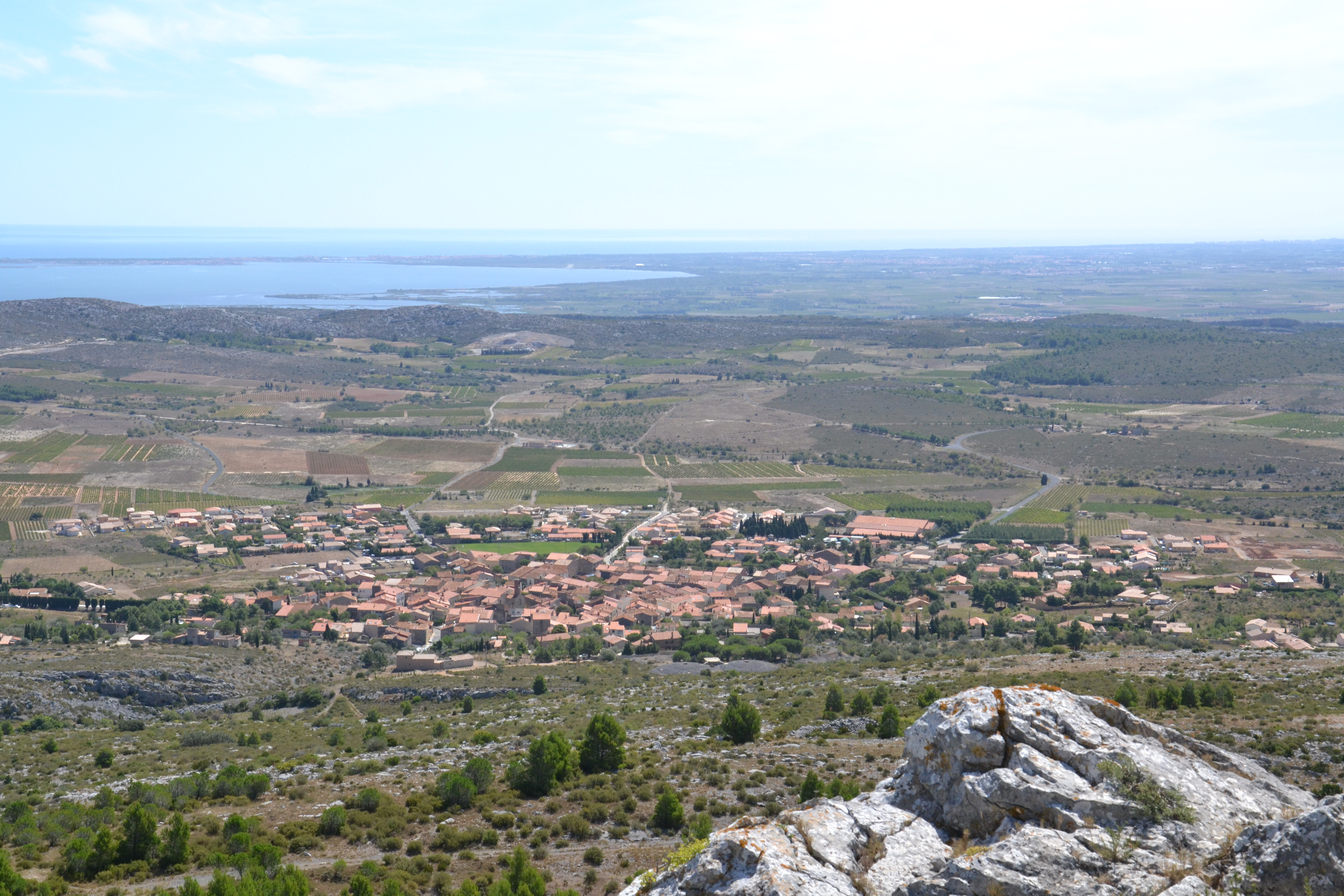
Opoul-Périllos et les étangs du littoral méditerranéen, dans le nord-est.

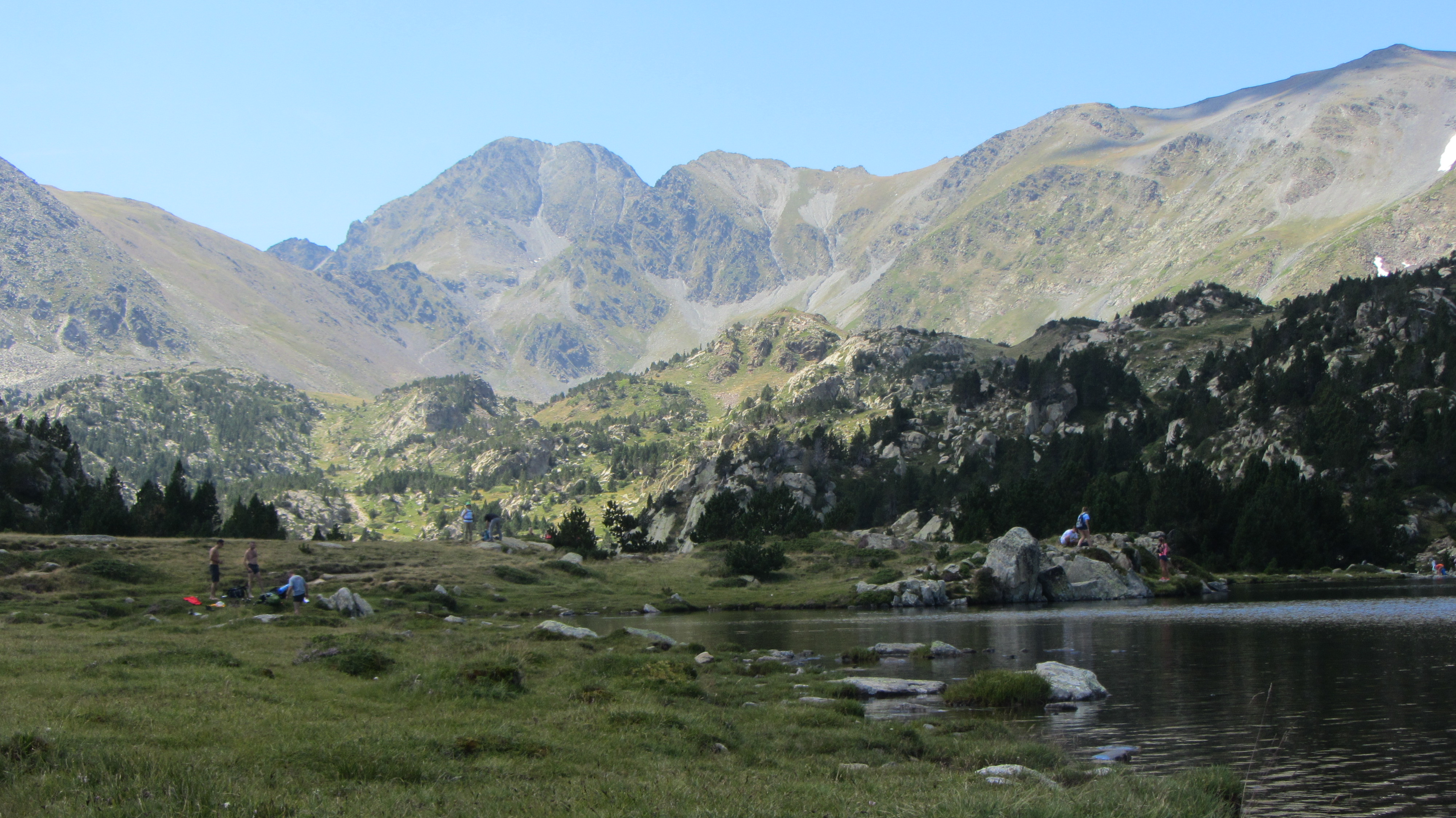
Le pic Carlit, à l'ouest.
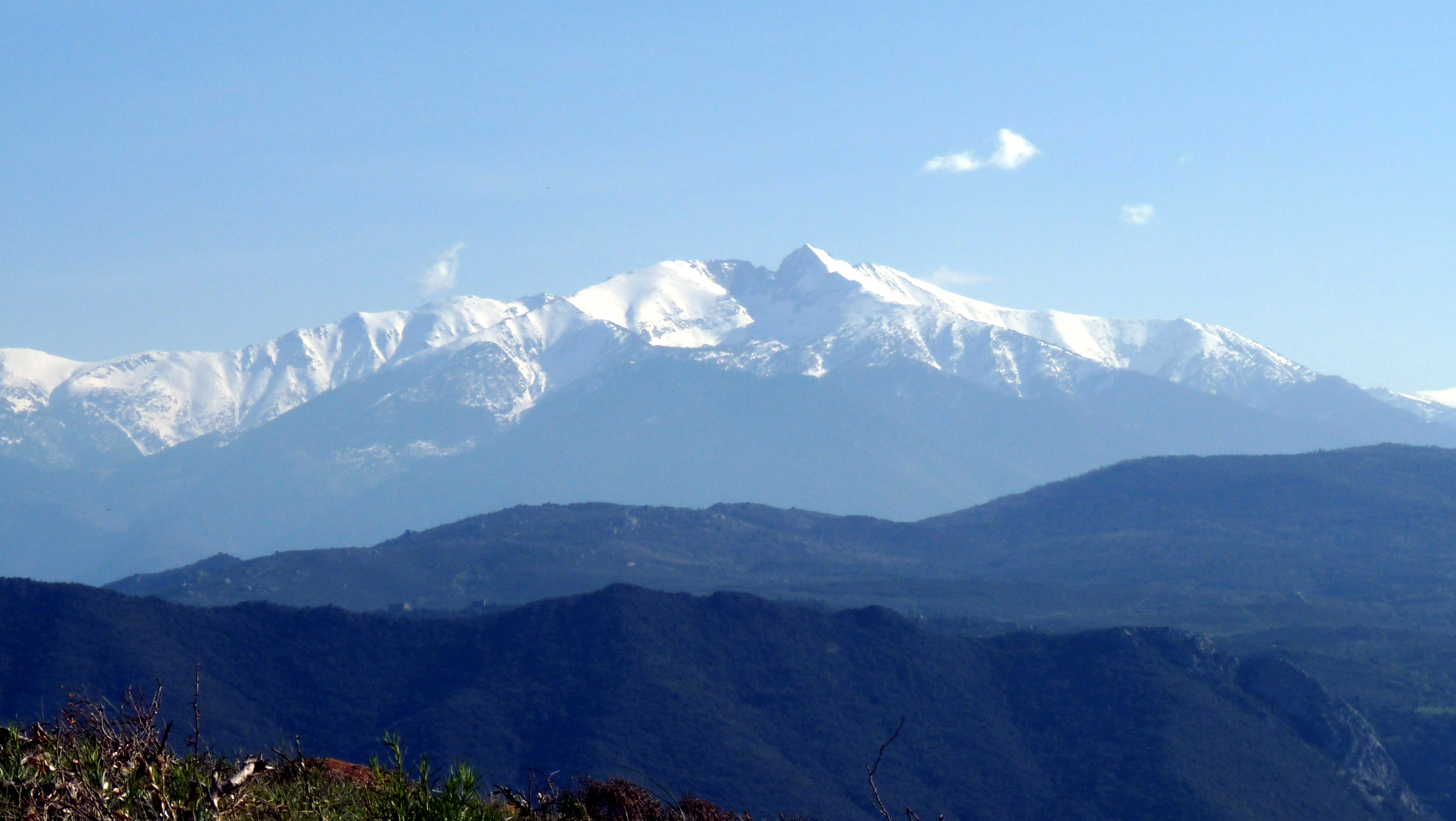
Le pic du Canigou, au centre.

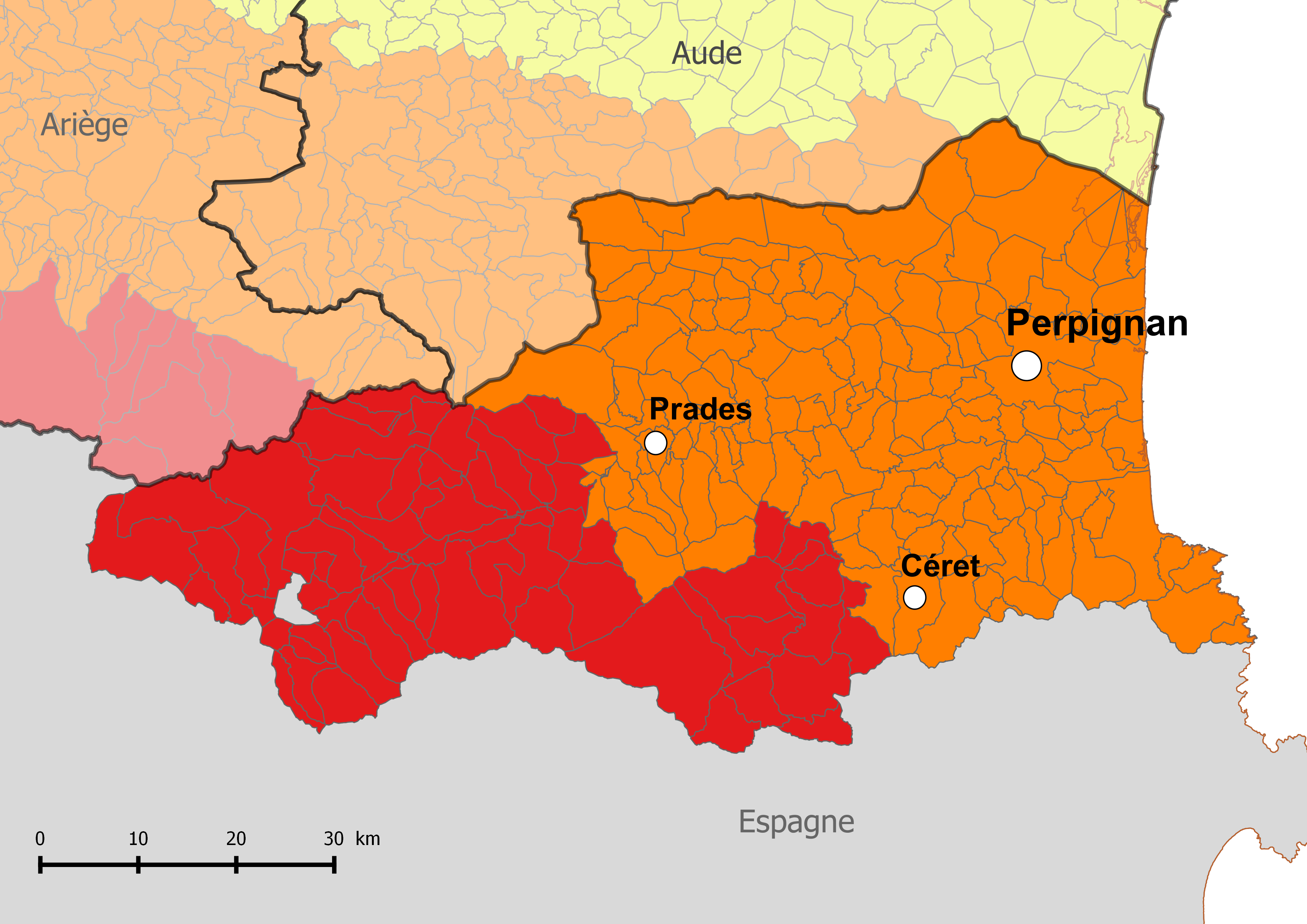
Risque sismique dans les Pyrénées-Orientales : Dans les Pyrénées-Orientales, 68 communes sont classées en zone de sismicité 4, correspondant à une sismicité moyenne (en rouge), et 158 communes sont classées en zone de sismicité 3, correspondant à une sismicité modérée (en orange) - sur une échelle de 1 (très faible) à 5 (forte).

### Hydrographie

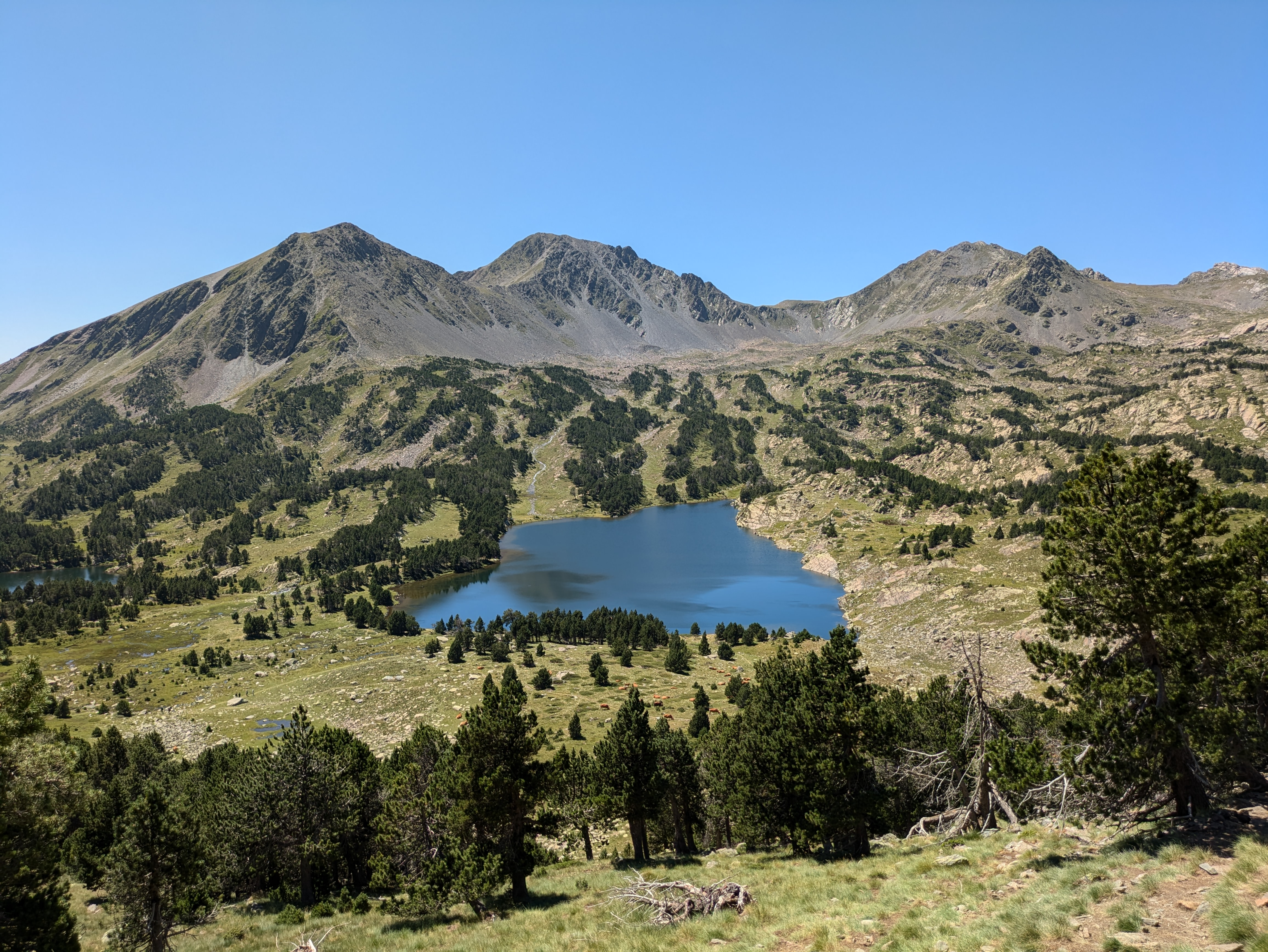
Estany Gros, dans le bassin versant de l'Aude. Au loin, au centre : Puig Peric (2810 mètres).

Les Pyrénées-Orientales sont traversées d'ouest en est par trois fleuves parallèles, le Tech, la Têt et l'Agly. C'est également dans les Pyrénées-Orientales que l'Aude prend sa source.
Le Sègre et son affluent le Carol prennent leur source en Cerdagne française et s'écoulent naturellement vers l'Espagne pour rejoindre l'Èbre.

### Climat

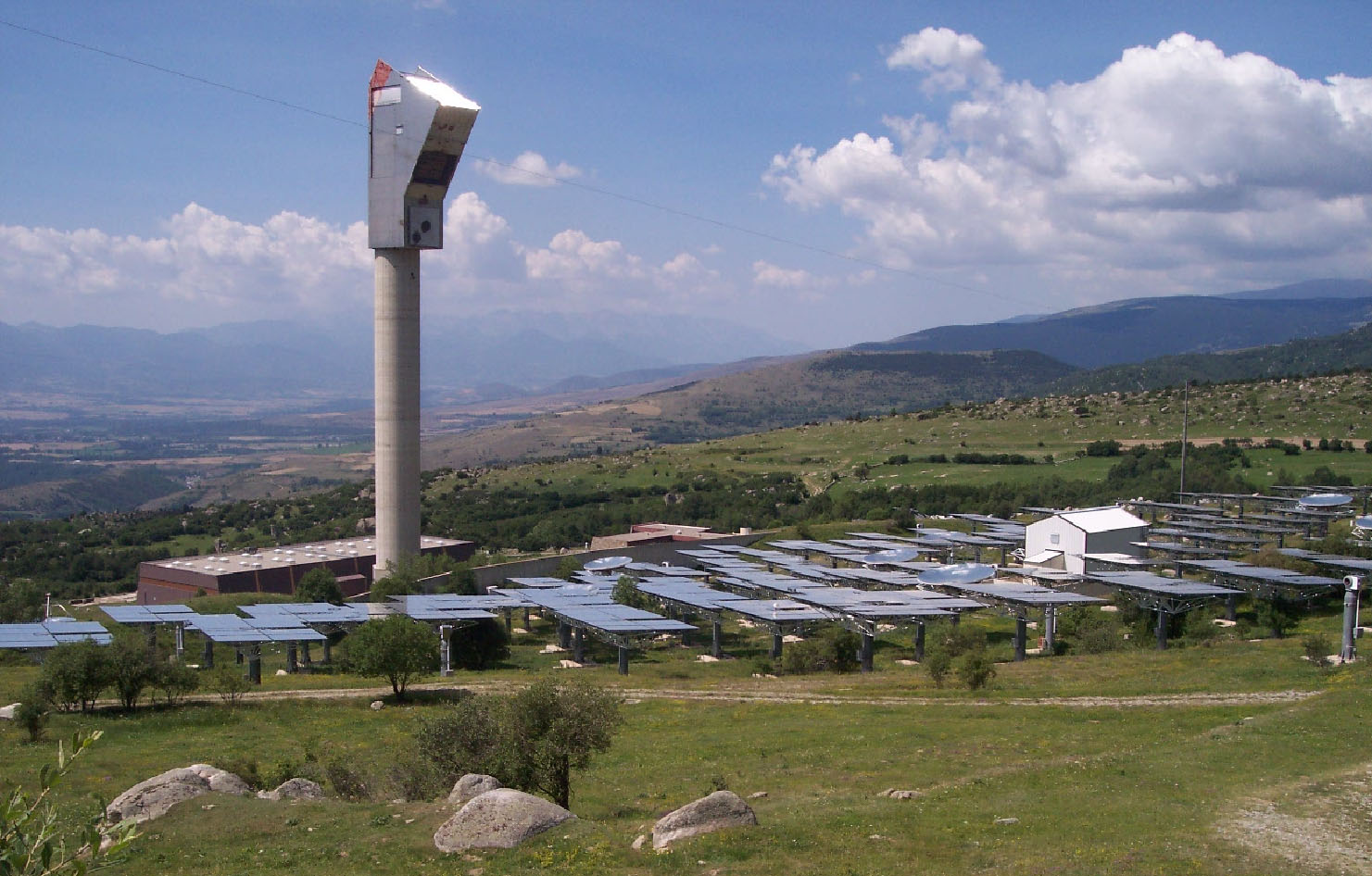
La centrale solaire de Thémis.

Le climat, de type méditerranéen, permet d'avoir des hivers relativement doux, les chutes de neige étant très rares en plaine. Les étés sont chauds. Les vents jouent un grand rôle, en particulier la Tramontane, vent du nord-ouest, qui atteint fréquemment des vitesses supérieures à 100 km/h. Le vent marin (la Marinade) apporte pour sa part grisaille et pluie.
- ensoleillement : en moyenne 300 jours par an
- pluviosité : 60 jours

### Voies de communication et transports

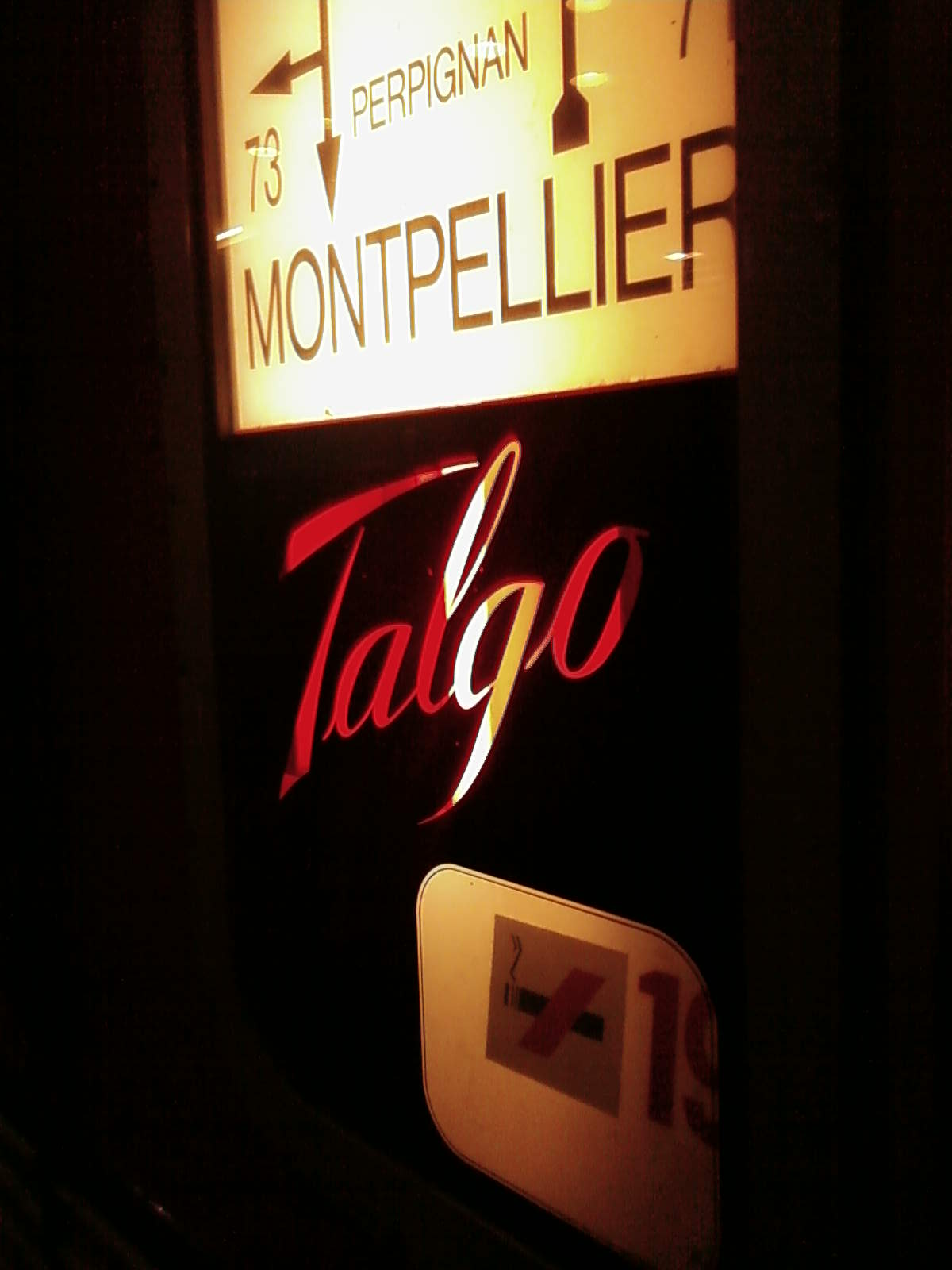
Train Talgo, entre Montpellier, Perpignan et Barcelone. Il est remplacé par un TGV depuis décembre 2013 (Renfe-SNCF en Coopération).

- Le réseau des TER (Transport express régional de la région Occitanie, exploité par la SNCF.
- Le réseau ferroviaire exploité par la SNCF, avec le TGV, les trains Intercités et Intercités de nuit.

- Le réseau d'autobus Sankéo.
- Le réseau de déplacement des personnes à mobilité réduite géré par le conseil départemental.
- Le réseau de navettes vers l'aéroport de Gérone-Costa Brava et les stations de ski, par la compagnie Frogbus[9].

## Toponymie
En catalan, le département se nomme Pirineus Orientals, et en occitan Pirenèus Orientals.
Lors de sa création le 9 février 1790, le territoire se nomme d'abord département du Roussillon. Mais ce nom rappelle trop la province de l'Ancien Régime et change donc dès le 26 février 1790 pour celui de département des Pyrénées-Orientales.
Les catalanistes donnent aux Pyrénées-Orientales le nom de Catalogne nord (ou Catalogne du Nord), voire de Catalogne française. Ce premier terme a été inventé dans les années 1930 par Alphonse Mias, militant catalaniste et fondateur de la revue-mouvement Nostra Terra, qui souhaitait rappeler les liens historiques et culturels de cette région avec le reste des territoires catalans. Le choix des noms Catalogne Nord, Catalogne du Nord, Roussillon ou Pyrénées-Orientales, traduit plus ou moins l'attachement à une identité catalane.
L'Institut d'Estudis Catalan (IEC), l'académie normative de la langue catalane dont le siège est à Barcelone a officialisé le toponyme Catalunya del Nord en lieu et place de Catalunya Nord depuis le 19 juin 2007.
Le terme Catalogne Nord a obtenu une première forme de reconnaissance officielle lors de la session du conseil départemental des Pyrénées-Orientales du 10 décembre 2007, où a été approuvée une Charte en faveur du catalan. Celle-ci déclare en préambule que « La langue catalane, née il y a plus de mille ans, constitue un des piliers de notre identité, du patrimoine et de la richesse du département des Pyrénées-Orientales (Catalunya Nord) ». Le terme Catalogne Nord, écrit toutefois en catalan et non en français, apparaît ainsi pour la première fois sur un document officiel.
Son usage tend donc aujourd'hui à être plus courant, en particulier dans son usage par les touristes de la Catalogne Sud.[réf. nécessaire]

## Histoire

Les Pyrénées-Orientales et les provinces qui occupaient son territoire avant 1790 : le Roussillon et le Languedoc (Fenouillèdes).

Le département des Pyrénées-Orientales est créé à la Révolution française en application de la loi du 22 décembre 1789, à partir de la province du Roussillon et d'une partie du Languedoc appelée Fenouillèdes.
Le 8 janvier 1790, Jean-Xavier Bureau de Pusy présente à la Constituante un Rapport sommaire sur la nouvelle division du royaume, assortit d'un Tableau des départements, suivant l'ordre du travail dans lequel il propose que « le Roussillon, agrandi par une petite cession du Languedoc », forme un département « termin(ant) la chaîne des Pyrénées ». Il convient de l'exiguïté d'un tel département qui n'aurait que « deux cents lieues (carrées) » de superficie ; mais la justifie par « sa position physique (qui) ne permet pas de l'étendre sans tomber dans une contradiction manifeste avec les motifs qui ont déterminé la division (du royaume) en départements ». « En effet, poursuit-il, le Roussillon, borné au midi par la grande chaîne des Pyrénées, est séparé à l'ouest du pays de Foix, par des montagnes presque incommunicables ; au nord, il est séparé du Languedoc par une autre chaîne de montagnes, et sa limite orientale est bornée part la mer (Méditerranée) ».
Le 9 février suivant, l'Assemblée nationale constituante prend un « décret particulier », portant création d'un « département du Roussillon » ayant la ville de Perpignan pour chef-lieu et divisé en trois « districts » ayant respectivement Perpignan, Céret et Prades pour chefs-lieux.
Elle le réitère le 26 février suivant, dans son « décret général », relatif à la division du royaume en quatre-vingt-trois département, dont l'article 65 du titre II crée le département des Pyrénées-Orientales, ayant Perpignan pour chef-lieu et siège de son assemblée, et divisé en trois districts ayant respectivement Perpignan, Céret et Prades pour chefs-lieux.
Sanctionné par lettre patente du 3 mars 1790, ce décret général devient la loi des 26 février – 3 mars 1790.
Deux dates permettent de mieux comprendre l'histoire de ce département :

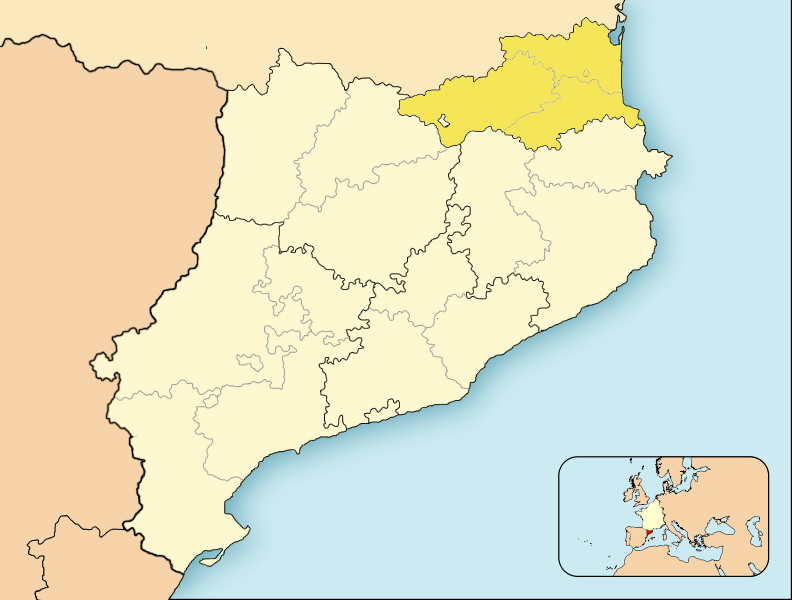
Catalogne (1812-1814).
Département des Pyrénées-Orientales.

- 1258 : le traité de Corbeil fixe la frontière entre le royaume de France et la couronne d'Aragon, aux Corbières, le Fenouillèdes sort de la zone d'influence du roi d'Aragon alors que le Roussillon s'y maintient comme toute la Catalogne. Les habitants de l'actuel département appartiennent à deux pays différents et parlent deux langues proches, le catalan en Roussillon, Conflent, Vallespir et Cerdagne et l'occitan dans le Fenouillèdes.
- 1659 : la province du Roussillon et une partie de la Cerdagne sont cédées par l’Espagne à la couronne de France au traité des Pyrénées, à l’exception de l'enclave de Llívia. La frontière politique de 1258 devient alors une limite entre deux provinces du royaume de France.

Malgré la création du département en 1790, les différences se sont maintenues entre les deux entités. Les Catalans utilisent le terme péjoratif de gavatxos pour désigner les habitants du Fenouillèdes et de l'Aude. En fait, ce terme est toujours très répandu en Espagne sous les formes gavatx (en catalan) et gabacho (en castillan). Gavatx pourrait être assimilé au mot Boche en français [réf. souhaitée]. Mais il désigne les Français. Il est encore vivace car la dernière invasion de l'Espagne date des guerres napoléoniennes. Dans la partie catalonophone des Pyrénées-Orientales, ce terme a perdu sa connotation agressive et est devenu moqueur, il est plus assimilable au franchouillard usité par les Français, ou au mot Teuton que ceux-ci emploient pour désigner les Allemands.
La couronne espagnole, désireuse de retrouver son ancienne possession, envahit avec ses troupes le département en avril 1793, mais la France le récupéra treize mois plus tard, avec la guerre du Roussillon.
Au XIXe siècle, les Pyrénées-Orientales furent l'un des départements les plus républicains de France. François Arago, homme politique et savant né à Estagel, en est le symbole.
Au 1er janvier 2016 la région Languedoc-Roussillon, à laquelle appartenait le département, fusionne avec la région Midi-Pyrénées pour devenir la nouvelle région administrative Occitanie.
En 2024, une consultation sur le changement de la dénomination des Pyrénées-Orientales a lieu. Le nom retenu sera ensuite proposé à l’État par le conseil départemental.

### Héraldique
| Blason | Blasonnement : D'or à quatre pals de gueules. |

## Politique et administration

### Politique

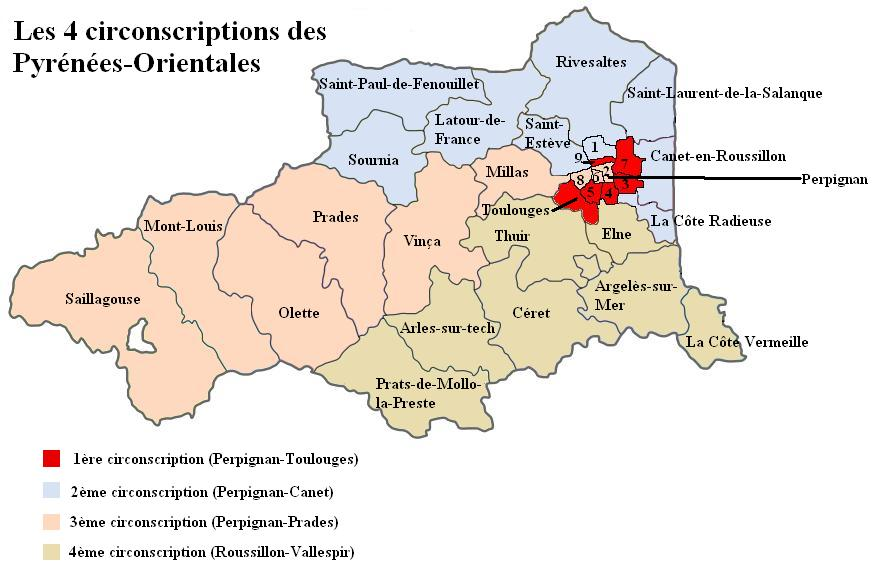
Les 4 circonscriptions des Pyrénées-Orientales.

La présidente du conseil départemental des Pyrénées-Orientales est Hermeline Malherbe-Laurent (PS), à la tête du département depuis novembre 2010.
| Parti                                    | Sigle | Sigle  | Élus |
| ---------------------------------------- | ----- | ------ | ---- |
| Majorité (18 sièges)                     |       |        |      |
| Parti socialiste, Divers gauche, et EELV |       | PS-DVG | 13   |
| Parti communiste français                |       | PCF    | 4    |
| Parti radical de gauche                  |       | PRG    | 1    |
|                                          |       |        |      |
| Opposition (14 sièges + 2 non-inscrits)  |       |        |      |
| Les Républicains, et Divers droite       |       | LR     | 8    |
| UDI, Divers centre, et LREM              |       | UDI    | 6    |
| Rassemblement national                   |       | RN     | 2    |
| Présidente du conseil départemental      |       |        |      |
| Hermeline Malherbe-Laurent (PS)          |       |        |      |

- Liste des députés des Pyrénées-Orientales
- Liste des sénateurs des Pyrénées-Orientales
- Liste des conseillers départementaux des Pyrénées-Orientales
- Liste des conseillers généraux des Pyrénées-Orientales (l'ancien conseil, remplacé par le conseil départemental de 34 élus)

### Administration
- Liste des préfets des Pyrénées-Orientales
- Liste des communes des Pyrénées-Orientales
- Liste des anciennes communes des Pyrénées-Orientales

### Pays
Les Pyrénées-Orientales sont organisées en trois pays :
- Pays Pyrénées-Méditerranée ;
- Pays de la Vallée de l'Agly ;
- Pays plaine du Roussillon.

## Économie
L'économie du département repose traditionnellement sur l'agriculture, dominée par l'arboriculture (nombreux vergers de pêchers, d'abricotiers et de cerisiers), le maraîchage (salades, artichauts notamment) et la viticulture.
Dans ce domaine, les Pyrénées-Orientales se distinguent par une importante production de VDN (vins doux naturels), avec quatre appellations prestigieuses : Banyuls, Maury, Rivesaltes, Muscat de Rivesaltes, sans compter le Byrrh, élaboré dans les caves de Thuir. On produit aussi de nombreux vins secs AOC, rouges surtout, dont l'appellation Collioure est sans doute la plus connue.
L'élevage, en recul pendant plusieurs décennies, semble trouver une nouvelle vitalité, en particulier celui des bovins (production de viande de veau IGP Rosée des Pyrénées catalanes et Vedell des Pyrénées catalanes).
L'agriculture biologique trouve dans les Pyrénées-Orientales un lieu de prédilection puisque ce sont près de 10 % de la SAU du département qui sont aujourd'hui convertie à ce mode de production respectueux de l'environnement.
Il faut cependant préciser qu'à peine plus de 8 000 personnes, si on excepte les saisonniers, vivent de l'agriculture. Les entreprises industrielles sont peu nombreuses, et ne peuvent constituer une ressource suffisante pour le département, qui connaît un important taux de chômage (plus de 15 % de la population active). La majorité de la population travaille dans le secteur tertiaire (administration, services, distribution, tourisme**). Le recensement de 1999 donnait les chiffres suivants dans la répartition des actifs :
- agriculture : 8 227 ;
- industrie : 10 389 ;
- construction : 8 460 ;
- tertiaire : 97 673.

Le taux de pauvreté dans le département s'élève à 20,70 % en 2022.

## Démographie
En 2022, le département comptait 492 964 habitants, en évolution de +3,92 % par rapport à 2016 (France hors Mayotte : +2,11 %).
La ville de Perpignan (122 000 habitants) en regroupe plus d'un quart à elle seule, et plus de la moitié avec sa banlieue. C'est la seule ville importante, et seules les villes de Canet-en-Roussillon, Saint-Estève, Saint-Cyprien, Argelès-sur-Mer, Pia, Cabestany et Saint-Laurent-de-la-Salanque dépassent les 10 000 habitants. Les autres villes importantes sont Rivesaltes, Bompas, Thuir, Céret, Elne, Le Soler, Prades et Toulouges, comptant chacune entre 6 500 et 10 000 habitants.
L'arrondissement de Perpignan, avec 295 776 habitants en 2022, est celui qui compte le plus d'habitants dans le département. En effet, les deux autres, les arrondissements de Céret et de Prades, comptent respectivement 136 277 habitants et 60 911 habitants.
La répartition par tranches d'âge montre un nombre relativement élevé de personnes âgées de 60 ans et plus (29 % de la population contre 21,3 % pour l'ensemble de la France).
Cette vieillesse de la population a pour conséquence un taux de mortalité supérieur à celui des naissances. Pourtant la population est en augmentation constante depuis plusieurs décennies grâce à un solde migratoire nettement positif. Le département attire en particulier des retraités grâce à son climat agréable, ce qui contribue à la fois à l'augmentation de la population et à son vieillissement.
| 1791 | 1801    | 1806    | 1821    | 1826    | 1831    | 1836    | 1841    | 1846    |
| ---- | ------- | ------- | ------- | ------- | ------- | ------- | ------- | ------- |
| -    | 110 732 | 126 692 | 143 054 | 151 372 | 157 052 | 164 325 | 173 592 | 180 794 |

| 1851    | 1856    | 1861    | 1866    | 1872    | 1876    | 1881    | 1886    | 1891    |
| ------- | ------- | ------- | ------- | ------- | ------- | ------- | ------- | ------- |
| 181 955 | 183 056 | 181 763 | 189 490 | 191 856 | 197 940 | 208 855 | 211 187 | 210 125 |

| 1896    | 1901    | 1906    | 1911    | 1921    | 1926    | 1931    | 1936    | 1946    |
| ------- | ------- | ------- | ------- | ------- | ------- | ------- | ------- | ------- |
| 208 348 | 212 121 | 213 171 | 212 986 | 217 503 | 229 979 | 238 647 | 233 347 | 228 776 |

| 1954    | 1962    | 1968    | 1975    | 1982    | 1990    | 1999    | 2006    | 2011    |
| ------- | ------- | ------- | ------- | ------- | ------- | ------- | ------- | ------- |
| 230 285 | 251 231 | 281 976 | 299 506 | 334 557 | 363 796 | 392 803 | 432 112 | 452 530 |

| 2016    | 2021    | 2022    | - | - | - | - | - | - |
| ------- | ------- | ------- | - | - | - | - | - | - |
| 474 369 | 487 307 | 492 964 | - | - | - | - | - | - |

### Communes les plus peuplées
| Nom                          | Code Insee | Intercommunalité                                       | Superficie (km2) | Population (dernière pop. légale) | Densité (hab./km2) | Modifier                                    |
| ---------------------------- | ---------- | ------------------------------------------------------ | ---------------- | --------------------------------- | ------------------ | ------------------------------------------- |
| Perpignan                    | 66136      | CU Perpignan Méditerranée Métropole                    | 68,07            | 120 996 (2022)                    | 1 778              | modifier les données · modifier les données |
| Canet-en-Roussillon          | 66037      | CU Perpignan Méditerranée Métropole                    | 22,39            | 13 005 (2022)                     | 581                | modifier les données · modifier les données |
| Saint-Cyprien                | 66171      | CC Sud Roussillon                                      | 15,80            | 11 995 (2022)                     | 759                | modifier les données · modifier les données |
| Saint-Estève                 | 66172      | CU Perpignan Méditerranée Métropole                    | 11,67            | 11 673 (2022)                     | 1 000              | modifier les données · modifier les données |
| Pia                          | 66141      | CC Corbières Salanque Méditerranée                     | 13,18            | 11 174 (2022)                     | 848                | modifier les données · modifier les données |
| Argelès-sur-Mer              | 66008      | CC des Albères, de la Côte Vermeille et de l'Illibéris | 58,67            | 10 779 (2022)                     | 184                | modifier les données · modifier les données |
| Cabestany                    | 66028      | CU Perpignan Méditerranée Métropole                    | 10,42            | 10 414 (2022)                     | 999                | modifier les données · modifier les données |
| Saint-Laurent-de-la-Salanque | 66180      | CU Perpignan Méditerranée Métropole                    | 12,39            | 9 941 (2022)                      | 802                | modifier les données · modifier les données |
| Elne                         | 66065      | CC des Albères, de la Côte Vermeille et de l'Illibéris | 21,29            | 9 479 (2022)                      | 445                | modifier les données · modifier les données |
| Rivesaltes                   | 66164      | CU Perpignan Méditerranée Métropole                    | 28,76            | 9 151 (2022)                      | 318                | modifier les données · modifier les données |
| Thuir                        | 66210      | CC des Aspres                                          | 19,90            | 8 215 (2022)                      | 413                | modifier les données · modifier les données |
| Le Soler                     | 66195      | CU Perpignan Méditerranée Métropole                    | 10,35            | 7 896 (2022)                      | 763                | modifier les données · modifier les données |
| Bompas                       | 66021      | CU Perpignan Méditerranée Métropole                    | 5,70             | 7 712 (2022)                      | 1 353              | modifier les données · modifier les données |
| Céret                        | 66049      | CC du Vallespir                                        | 37,86            | 7 544 (2022)                      | 199                | modifier les données · modifier les données |
| Toulouges                    | 66213      | CU Perpignan Méditerranée Métropole                    | 8,04             | 7 375 (2022)                      | 917                | modifier les données · modifier les données |

### Immigration
En 2023, le département des Pyrénées-Orientales compte 50 549 immigrés, soit 10,53% de la population totale du département.

## Langues et culture

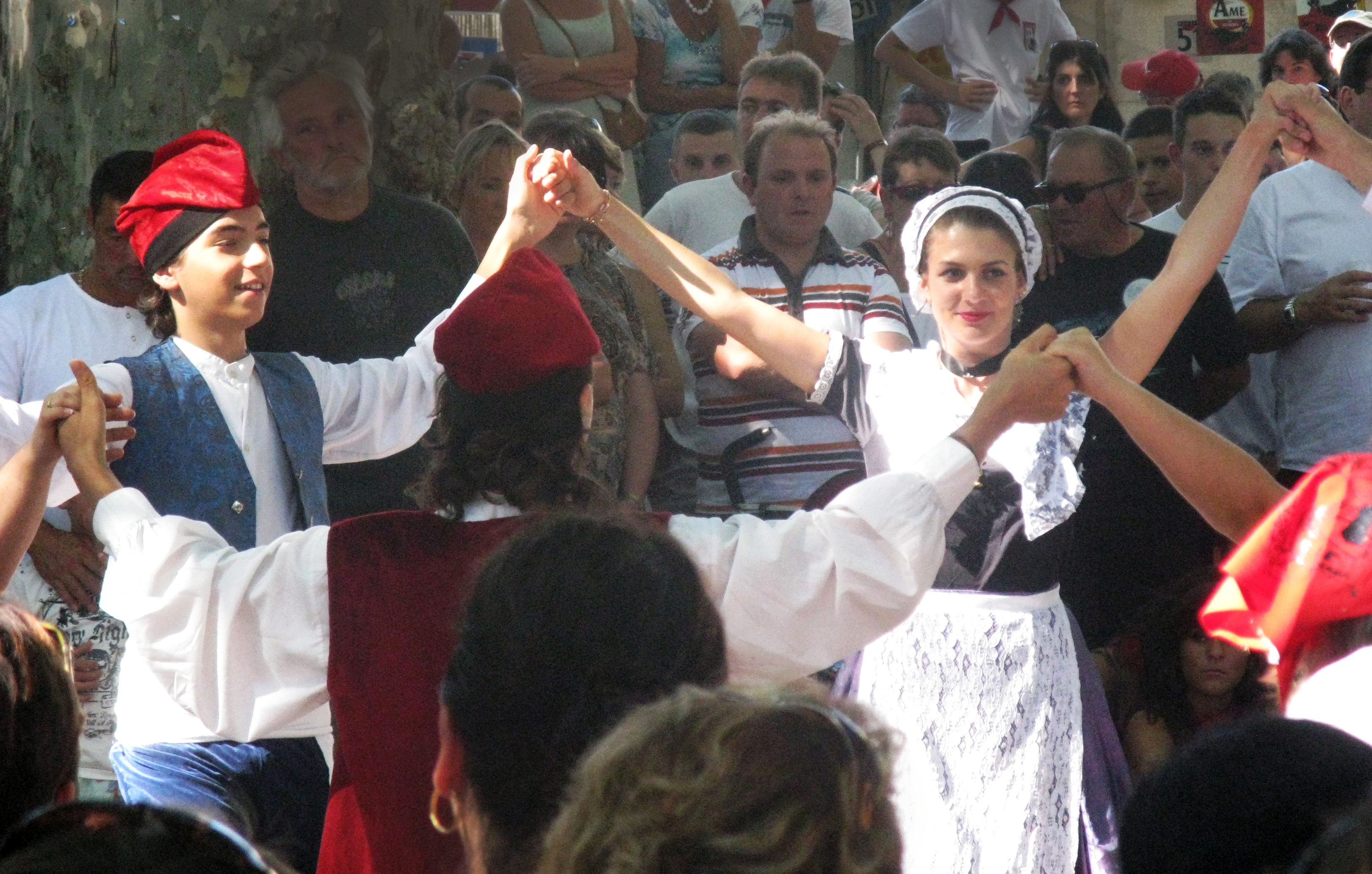
La sardane de la féria de Millas.

La plus grande partie du département est historiquement de culture catalane, sauf dans le Fenouillèdes, au nord, de culture occitane. Le français est la langue communément parlée dans le département, on estime cependant qu'un quart de la population sait parler catalan.
D'après Abel Hugo, en 1835, la langue catalane était la seule en usage parmi le peuple du Roussillon.
L'État impose historiquement le français comme seule langue d'usage et de scolarisation. En 1700, un édit de Louis XIV interdit l'usage du catalan dans les actes publics à peine de nullité car « cet usage répugne et est en quelque façon contraire à Notre Autorité, à l'honneur de la Nation Française et même à l'inclination des habitants desdits Pays [de Roussillon, Conflent et Cerdagne], lesquels en toutes occasions ne témoignent pas moins de zèle et d'affection pour notre service que nos anciens Sujets ». Au cours du XXe siècle, beaucoup de Catalans ont encouragé leurs enfants à parler uniquement français. Ils ne leur ont pas toujours transmis la langue catalane de peur qu'elle ne nuise à la maîtrise de la langue nationale[réf. nécessaire]. Ce n'est qu'en 1951, avec la loi Deixonne, que l'enseignement du catalan est autorisé à l'école.

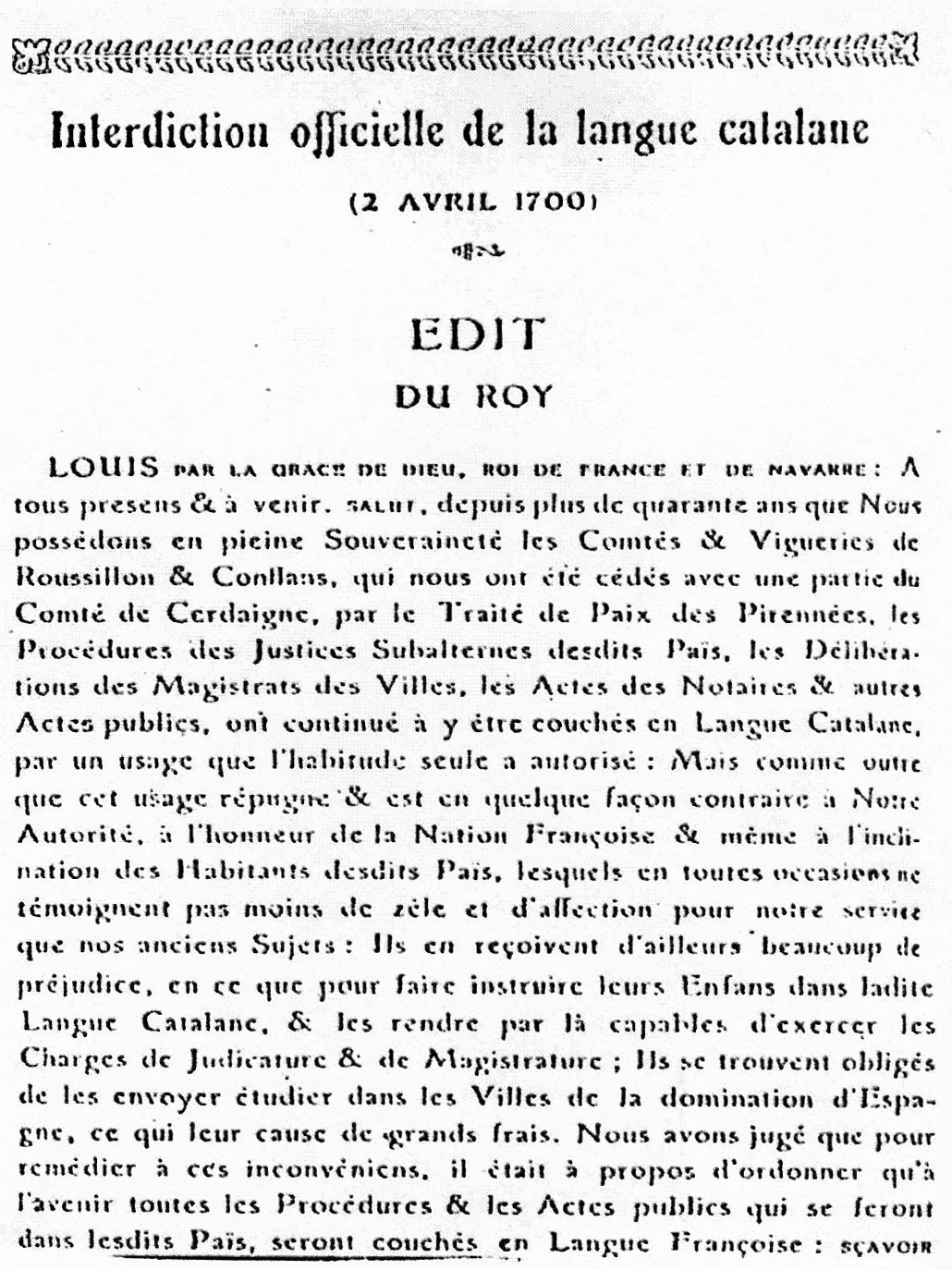
Édit d'imposition de la langue française dans les actes administratifs au détriment du catalan en Roussillon par Louis XIV.

Néanmoins, la langue catalane reste vivace en comparaison de nombreuses autres langues régionales.
De nombreux rassemblements populaires (aplecs) ont lieu dans le département, et les danses traditionnelles y sont très appréciées, en particulier la sardane. Tous les ans se tient à Prades, l'Universitat Catalana d'Estiu (« Université catalane d'été »). La langue catalane est également enseignée (jusqu'à aujourd'hui sans grand soutien de la part des autorités[réf. nécessaire]) dans les écoles élémentaires, collèges et lycées, à l'université, ainsi que dans des écoles où l'enseignement se fait en langues catalane et française (écoles primaires la Bressola et Arrels, collèges col·legi Comte Guifré et col·legi Pompeu Fabra la Bressola).
Durant le XXe siècle, le déclin du catalan est continu (comme pour toutes les autres langues dites régionales). Certains facteurs récents comme la bonne santé économique de la Catalogne du Sud et l'arrivée du TGV Barcelone-Perpignan, pourraient peut-être inverser cette tendance[réf. nécessaire]. Le conseil général des Pyrénées-Orientales, en sa session du 10 décembre 2007, approuve la Charte en faveur du catalan. Il s'agit de la première fois qu'une collectivité territoriale prend ce genre de position.

### Peinture et sculpture
XVIIe siècle et XVIIIe siècle
C'est d'abord à Hyacinthe Rigaud, qui venait de Perpignan avant de partir à la cour de Louis XIV, que l'on doit la plus grande renommée de peintres issus du Roussillon. On trouve ses portraits de souverains et de nobles dans tous les musées d'Europe, mais aussi dans le musée éponyme à Perpignan.
XXe siècle et XXIe siècle
Aristide Maillol est lui aussi né dans cette région, à Banyuls-sur-mer et y est resté, comme peintre d'abord, puis sculptant sur le thème bien connu de la femme catalane. On peut visiter son atelier-musée à Banyuls, et admirer nombre de ses œuvres dans le département (Perpignan, Banyuls), mais surtout à Paris dans le jardin des Tuileries et au musée Maillol)
Plusieurs grands peintres sont venus vivre dans les Pyrénées-Orientales au début du XXe siècle, soit à Céret, soit à Collioure. C'est en grande partie à Collioure, où ont séjourné Henri Matisse et André Derain, qu'est né le fauvisme.
Le cubisme s'est quant à lui développé à Céret, fréquenté par Pablo Picasso et Georges Braque à partir de 1911. Céret abrite d'ailleurs aujourd'hui un important musée d'art moderne de Céret, fondé en 1950 par Pierre Brune.
Après la guerre d'Espagne et l'arrivée au pouvoir du dictateur Franco, certains artistes républicains espagnols s'installent définitivement dans le département, comme le peintre et sculpteur Manolo Valiente qui devient une personnalité importante de Banyuls-sur-Mer.
Salvador Dalí s'est aussi inspiré du charme nord-catalan pour créer des œuvres picturales comme La Gare de Perpignan, dont il dit qu'elle est « le centre cosmique de l'univers ».
Raoul Dufy ou Georges de Monfreid ont également séjourné dans les Pyrénées Orientales et ont créé des œuvres locales. Le musée Rigaud leur a ainsi consacré des rétrospectives mettant en avant leur séjour dans les Pyrénées Orientales.
Le XXe siècle a également vu des peintres locaux comme Martin Vivès, Delfau, Louis Bausil, ou encore Étienne Terrus prendre leur essor.
L'art contemporain a aussi ses figures locales de renom, comme Roger Cosme Esteve, Caroline Cavalier, en peinture, et Millan Garayalde en sculpture.

### Cinéma
Les Pyrénées-Orientales sont un lieu privilégié pour les tournages de films, en particulier depuis les années 2000 grâce à la Commission du film Languedoc-Roussillon Cinéma à Montpellier.
Depuis les années 1920, une culture cinéphile dense, avec une longue histoire de ciné-clubs et de nombreuses salles de projections à Perpignan.
L'Institut Jean-Vigo, est un lieu unique en France, pour la conservation, la formation et l'animation de cette culture cinématographique.
Le département accueille également depuis 1981, l'un des plus importants festivals de courts métrages en France les Rencontres internationales du court-métrage Image In Cabestany qui offre à des réalisateurs amateur ou semi-professionnel la possibilité de diffuser leur création.

### Photographie
Le festival international de photojournalisme Visa pour l'image a lieu chaque année à Perpignan, les expositions sont gratuites et prennent place dans des édifices symboliques de la ville tels que l'hôtel Pams ou le couvent des Minimes.

### Musique

#### Musiques traditionnelles
- La sardane, répandue dans tous les pays catalans, est toujours vivace dans les Pyrénées-Orientales.
- La rumba catalane, originaire de Catalogne, est présente parmi les populations gitanes du département.

#### Musiques populaires
De nombreux artistes sont issus du département, parmi lesquels Cali ou Pascal Comelade, signe d'une scène musicale populaire locale encore riche à ce jour[Quand ?]. De plus, le groupe Al chemist est le groupe numéro un du département avec a sa tête depuis 15 ans le chanteur Hugues Di Francesco

#### Musique classique
Pau Casals ou Déodat de Séverac ont longtemps séjourné dans les Pyrénées-Orientales.

#### Festivals
- Le Festival Pablo Casals (musique classique) a lieu chaque année depuis 1950 à Prades et dans divers lieux du département, dont l'abbaye Saint-Michel de Cuxa[32].
- Le festival des Déferlantes (musique populaire) a lieu chaque année depuis 2007au départ sur le site du château de Valmy à Argelès-sur-Mer[33], puis à partir de 2021 à Céret et depuis 2023 au Barcarès [34].
- L'Electrobeach Music Festival (musique électronique) a lieu chaque année depuis 2009 au Barcarès[35].
- Festival Semaine Flamenco de Rivesaltes a lieu chaque année depuis 2008.
- Festival international du livre d'art et du film - FILAF - (littérature et cinéma) a lieu chaque année depuis 2011 à Perpignan.

## Tourisme

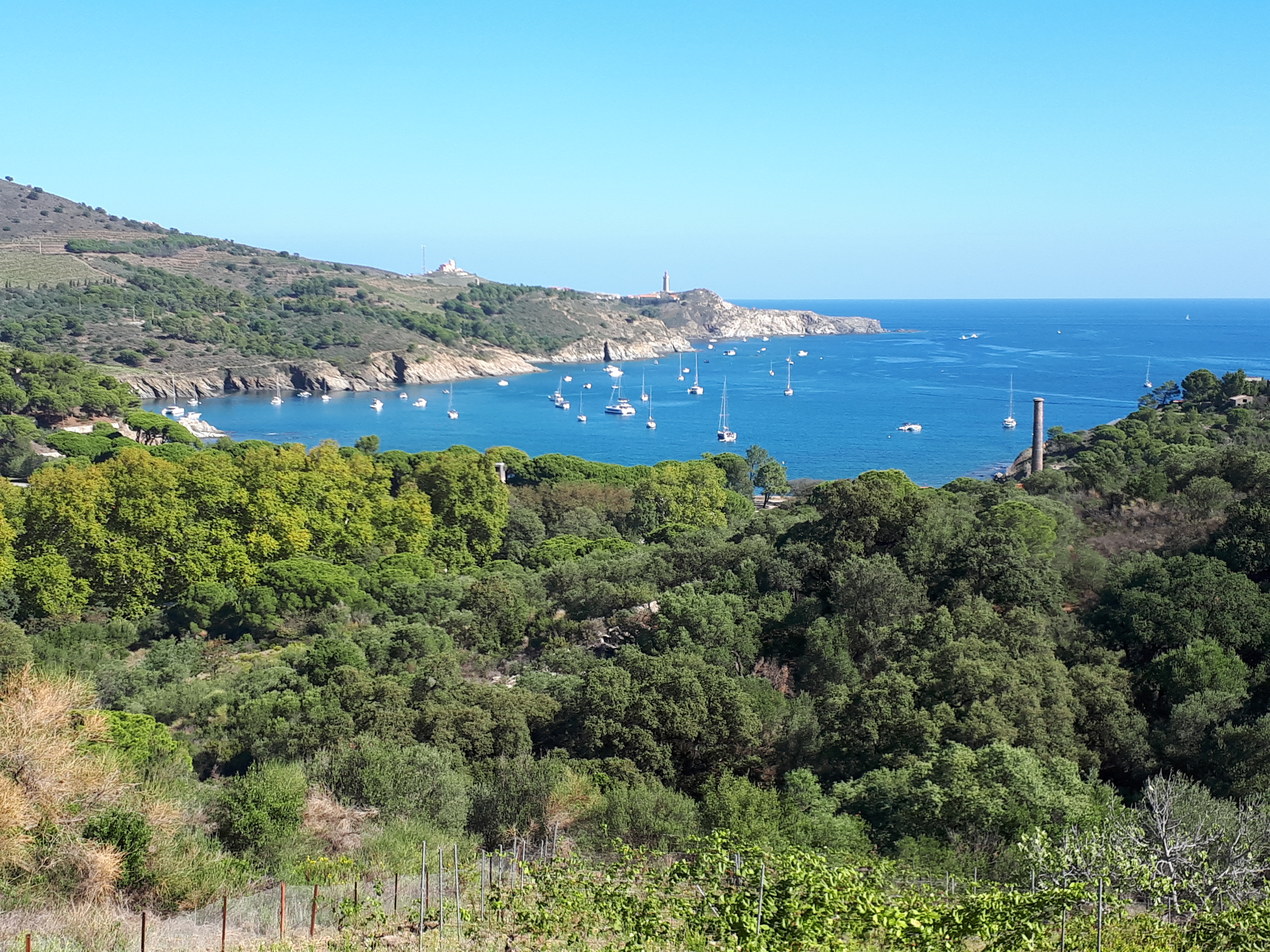
Un exemple de site protégé par le conservatoire du littoral : Paulilles.

Dans les années 1960, le Languedoc-Roussillon a accéléré son développement touristique pour permettre le tourisme de masse.
Le tourisme dans les Pyrénées-Orientales s'est beaucoup développé depuis les années 1970. D'une part la proximité qu'offre les Pyrénées avec les nombreux sentiers de randonnée et les stations de ski, et d'autre part de la mer Méditerranée. Le littoral du département est divisé en 2 parties : 
Au sud-est du département, la Côte Vermeille, rocheuse, attire de nombreux touristes avec les villes de Port-Vendres, Collioure, Banyuls-sur-Mer et Cerbère. Ce sont les villes typiques aux rues étroites, fleuries et colorées. La vigne est cultivée en terrasse sur les versants des Pyrénées plongeant vers la mer.
Au nord-est du département, la Côte Catalane sableuse avec les stations balnéaires comme le Canet-en-Roussillon, Argelès-sur-Mer,Saint-Cyprien, Le Barcarès, qui accueillent de nombreux campings(164 en 2016), et de nombreux hôtels, attirés par les longues plages de sable fin. Qui dit tourisme dit attractions touristiques, et pour cela le département est bien équipé ; en effet, il accueille de nombreuses attractions de grimpe aux arbres dans la montagne, de canyoning (naturel et artificiel), ainsi que le plus grand circuit de karting d’Europe : le Circuit du Roussillon.

### Patrimoine des Pyrénées-Orientales

#### Perpignan
- Le Palais des rois de Majorque à Perpignan[37], palais-forteresse et jardins en promontoire dominant la plaine du Roussillon, édifiés par Jacques II d'Aragon en 1309, capitale du royaume de Majorque ;
- Le stade Aimé-Giral, de l'USAP, club de rugby à XV, et le stade Gilbert-Brutus, des Dragons catalans, club de rugby à XIII de la Super League ;
- Le Castillet, la cathédrale et de multiples hôtels particuliers ;
- Sant Vicens, atelier de céramiques d'art et lieu d'exposition ;
- Le centre de la ville où vivent depuis le XVe siècle des Gitans.

#### LeVallespir
- Le Musée d'art moderne de Céret, qui retrace l'importance de Céret dans l'histoire de l'Art moderne du XXe siècle[38].
- Prats-de-Mollo-la-Preste : fort Lagarde de Vauban et la réserve naturelle nationale de Prats-de-Mollo-la-Preste ;
- Serralongue : Les tours de Cabrenç (Xe siècle - XIIIe siècle) ;
- Corsavy : La tour de Batère, nœud du réseau du château de Castelnou ;
- Arles-sur-Tech : abbaye Sainte-Marie (Xe siècle) et cloître gothique du (XIIIe siècle)
- Les gorges de la Fou ;

#### LesAlbèresetCôte Vermeille
- Le château Royal de Collioure à Collioure[39]
- Le château de Valmy, sur les hauteurs d'Argelès-sur-Mer[40].
- Le château d'Aubiry, œuvre de l'architecte danois Viggo Dorph-Petersen, à l'entrée de Céret[41].
- L'aire protégée de Paulilles[42]
- La réserve naturelle marine de Cerbère-Banyuls[43]
- Le centre d'interprétation de l'Albera d'Argelès-sur-Mer[44]

#### LesAspres
- Serralongue : Les tours de Cabrenç (Xe - XIVe siècle)
- Le prieuré de Serrabone[45]

#### LeCapcir
- Site officiel du Capcir
- Site officiel de l'Espace Nordique du Capcir

#### LaCerdagne
- La centrale solaire de THEMIS à Targasonne
- Le four solaire d'Odeillo
- Le petit train jaune reliant Villefranche-de-Conflent à Latour-de-Carol : voyage dans la haute vallée de la Têt et de la Cerdagne
- Site officiel du tourisme en Cerdagne

#### LeConflent
- Le parc naturel régional des Pyrénées catalanes[46]
- L'abbaye Saint-Michel de Cuxa
- L'abbaye Saint-Martin du Canigou
- Villefranche-de-Conflent : fortifications de Vauban
- Eus : un des plus beaux et plus ensoleillés villages de France
- Mont-Louis : fortifications de Vauban
- Le four solaire de Mont-Louis

#### LeFenouillèdes
- Site préhistorique du Caune de l'Arago, sur la commune de Tautavel où a été découvert l'Homme de Tautavel[47].
- L'aqueduc d'Ansignan : pont-aquaduc aux bases romaines (IIIe siècle)
- Le chapitre à Saint-Paul de Fenouillet (VIIIe siècle) : décor de gypseries et clocheton heptagonal (XVIIe siècle),
- Le château cathare Saint-Pierre à Fenouillet (XIe siècle) : seul vestige cathare non remanié par les troupes françaises après son annexion au royaume de France par le traité de Corbeil (1258)
- Les gorges de Galamus et l'ermitage Saint-Antoine, abri troglodyte entre Saint-Paul-de-Fenouillet et Cubières-sur-Cinoble (Ve siècle)
- La forêt de Boucheville (trois influences climatiques : méditerranéenne, atlantique et montagnarde)
- Notre-Dame de Laval (Xe siècle, XVIIe siècle) à Caudiès-de-Fenouillèdes : retable remarquable (XIVe siècle)
- Le lac de l'Agly

#### LeRibéral
- Le site géologique des Orgues d'Ille-sur-Têt[48].
- Le sommet de Força Réal, (507 mètres), ancien château fort et tour à signaux qui domine toute la plaine du Roussillon.

#### LaSalanque
- La forteresse de Salses : importante forteresse espagnole du XVIe siècle sur l'ancienne frontière nord de la Catalogne[49].
- Le musée mémorial du camp de Rivesaltes

#### Laplaine du Roussillon
- La maternité suisse d'Elne
- La cathédrale d'Elne (XIe) et son cloitre, l'un des plus beaux de France

### Les résidences secondaires
Selon le recensement général de la population du 1er janvier 2008, 30,1 % des logements disponibles dans le département étaient des résidences secondaires.
Ce tableau indique les principales communes des Pyrénées-Orientales dont les résidences secondaires et occasionnelles dépassent 10 % des logements totaux en 2008 :
| Commune                             | Population SDC | Nombre de logements | Résidences secondaires | % résidences secondaires |
| ----------------------------------- | -------------- | ------------------- | ---------------------- | ------------------------ |
| Les Angles                          | 561            | 3 704               | 3 349                  | 90,42 %                  |
| Eyne (Espace Cambre d'Aze)          | 138            | 641                 | 572                    | 89,20 %                  |
| Sainte-Léocadie                     | 133            | 481                 | 427                    | 88,77 %                  |
| Le Barcarès                         | 3 987          | 16 865              | 14 839                 | 87,98 %                  |
| Bolquère                            | 789            | 3 104               | 2 709                  | 87,29 %                  |
| Puyvalador                          | 81             | 424                 | 360                    | 84,94 %                  |
| Porté-Puymorens                     | 127            | 358                 | 287                    | 81,30 %                  |
| Saint-Pierre-dels-Forcats           | 243            | 578                 | 467                    | 80,82 %                  |
| Font-Romeu-Odeillo-Via              | 1 937          | 4 964               | 3 952                  | 79,63 %                  |
| Matemale                            | 300            | 626                 | 481                    | 76,87 %                  |
| Formiguères                         | 442            | 866                 | 640                    | 73,83 %                  |
| Molitg-les-Bains                    | 216            | 386                 | 270                    | 70,03 %                  |
| La Llagonne                         | 260            | 403                 | 281                    | 69,60 %                  |
| Estavar                             | 449            | 795                 | 552                    | 69,48 %                  |
| Saint-Cyprien                       | 10 551         | 15 595              | 10 273                 | 65,87 %                  |
| Argelès-sur-Mer                     | 10 015         | 16 529              | 10 856                 | 65,68 %                  |
| Collioure                           | 2 937          | 3 988               | 2 562                  | 64,24 %                  |
| Saillagouse                         | 1 017          | 1 016               | 580                    | 57,14 %                  |
| Mosset                              | 299            | 387                 | 220                    | 56,85 %                  |
| Err                                 | 647            | 709                 | 398                    | 56,05 %                  |
| Canet-en-Roussillon                 | 12 372         | 14 754              | 8 104                  | 54,92 %                  |
| Osséja                              | 1 493          | 1 365               | 747                    | 54,73 %                  |
| Palau-de-Cerdagne                   | 475            | 468                 | 256                    | 54,67 %                  |
| Amélie-les-Bains-Palalda            | 3 688          | 5 110               | 2 761                  | 54,03 %                  |
| Sainte-Marie-la-Mer                 | 4 373          | 4 619               | 2 460                  | 53,26 %                  |
| Angoustrine-Villeneuve-des-Escaldes | 643            | 538                 | 286                    | 53,16 %                  |
| Enveitg                             | 667            | 725                 | 383                    | 52,85 %                  |
| Cerbère                             | 1 573          | 1 518               | 802                    | 52,80 %                  |
| Latour-de-Carol                     | 416            | 461                 | 232                    | 50,39 %                  |
| Banyuls-sur-Mer                     | 4 680          | 4 469               | 2 172                  | 48,61 %                  |
| Prats-de-Mollo-la-Preste            | 1 148          | 1 199               | 561                    | 46,80 %                  |
| La Cabanasse                        | 724            | 604                 | 281                    | 46,48 %                  |
| Vernet-les-Bains                    | 1 456          | 1 652               | 720                    | 43,55 %                  |
| Torreilles                          | 3 110          | 2 636               | 1 005                  | 38,12 %                  |
| Laroque-des-Albères                 | 1 977          | 1 527               | 564                    | 36,95 %                  |
| Port-Vendres                        | 4 346          | 3 362               | 1 197                  | 35,61 %                  |
| Bourg-Madame                        | 1 244          | 1 025               | 346                    | 33,79 %                  |
| Saint-Laurent-de-Cerdans            | 1 285          | 953                 | 294                    | 30,82 %                  |
| Sorède                              | 2 990          | 2 080               | 602                    | 28,93 %                  |
| Maureillas-las-Illas                | 2 638          | 1 570               | 343                    | 21,85 %                  |
| Saint-Nazaire                       | 2 362          | 1 299               | 276                    | 21,27 %                  |
| Vinça                               | 1 880          | 1 192               | 226                    | 18,96 %                  |
| Saint-André                         | 2 851          | 1 696               | 321                    | 18,95 %                  |
| Le Boulou                           | 5 293          | 3 172               | 511                    | 16,11 %                  |
| Saint-Génis-des-Fontaines           | 2 792          | 1 650               | 244                    | 14,78 %                  |
| Céret                               | 7 674          | 4 540               | 483                    | 10,63 %                  |

Sources :
- Source Insee, chiffres au 01/01/2008.

## Sports
Le rugby occupe une place importante dans le département. Dans le cadre du rugby à XIII les Dragons Catalans (équipe dont le siège est à Perpignan) évoluent, depuis 2006, dans le championnat de Super League (première division britannique). En guise de témoignage à son engagement pour la discipline, le département reçoit le XIII d'or (catégorie XIII d'honneur) en 2019. Un nombre certain de clubs du département font également partie de l’élite du Championnat de France. On peut citer , sans prétendre à l'exhaustivité, les clubs de Saint-Estève XIII Catalan et celui de Palau-del-Vidre, situé dans un village d'à peine 3 500 habitants, qui joue en première division à la fin des années 2010.
Le rugby à XV tient également une place majeur dans l'actualité sportive du département, en particulier avec l'USAP, septuple champion de France, évoluant de 1911 à 2014 en Top 14 et en Pro D2 de 2014 à 2018. Depuis 2023, le club joue à nouveau en Top 14.

## Dans la culture
Littérature
- Claude Delmas, Disparition du département des Pyrénées-Orientales, Perpignan, Libre d'Arts, 2016 (ISBN 9782914640992).